# Teofano z Aten
Teofano z Aten (zm. po 811) – cesarzowa bizantyńska. 

## Życiorys
Pochodziła z Aten, była krewną cesarzowej Ireny. W 807 jej mężem został Staurakios. W 811 w wyniku ciężkiej rany męża, który panował niespełna dwa miesiące starała się nie dopuścić do przejęcia władzy przez Michała I Rangabe.